# WGA Laurel Award
Die Laurel Awards der Writers Guild of America, West werden jährlich im Rahmen der Verleihung der WGA Awards für das Lebenswerk eines Drehbuchautoren verliehen. Seit 1953 gibt es den Screen Laurel Award (Laurel Award for Screenwriting Achievement) für Spielfilmautoren, seit 1976 außerdem den nach dem dreifachen Oscar-Gewinner Paddy Chayefsky benannten TV Laurel Award (Paddy Chayefsky Laurel Award for Television Writing Achievement) für Fernsehdrehbuchautoren.

## Preisträger des Laurel Award for Screenwriting Achievement
- 1953: Sonya Levien
- 1954: Dudley Nichols
- 1955: Robert Riskin
- 1956: Julius & Philip Epstein und Albert Hackett & Frances Goodrich
- 1957: Charles Brackett & Billy Wilder
- 1958: John Lee Mahin
- 1959: Nunnally Johnson
- 1960: Norman Krasna
- 1961: George Seaton
- 1962: Philip Dunne
- 1963: Joseph L. Mankiewicz
- 1964: John Huston
- 1965: Sidney Buchman
- 1966: Isobel Lennart
- 1967: Richard Brooks
- 1968: Casey Robinson
- 1969: Carl Foreman
- 1970: Dalton Trumbo
- 1971: James Poe
- 1972: Ernest Lehman
- 1973: William Rose
- 1974: Paddy Chayefsky
- 1975: Preston Sturges (postum)
- 1976: Michael Wilson
- 1977: Samson Raphaelson
- 1978: Edward Anhalt
- 1979: Neil Simon
- 1980: Billy Wilder & I. A. L. Diamond
- 1981: Ben Hecht (postum)
- 1982: Paul Osborn
- 1983: Lamar Trotti
- 1984: Melville Shavelson, Jack Rose, Norman Panama, Melvin Frank
- 1985: William Goldman
- 1986: Waldo Salt
- 1987: Woody Allen
- 1988: Irving Ravetch & Harriet Frank Jr.
- 1989: Ring Lardner Jr.
- 1990: Donald Ogden Stewart (postum)
- 1991: Alvin Sargent
- 1992: Frank Pierson
- 1993: Horton Foote
- 1994: Ruth Prawer Jhabvala
- 1995: Charles Bennett
- 1996: Daniel Taradash
- 1997: Robert Towne
- 1998: Bo Goldman
- 1999: Paul Schrader
- 2000: Jean-Claude Carrière
- 2001: Betty Comden und Adolph Green
- 2002: Blake Edwards
- 2003: Mel Brooks
- 2004: John Michael Hayes
- 2005: David Mamet
- 2006: Lawrence Kasdan
- 2007: Robert Benton
- 2008: Budd Schulberg
- 2010: Barry Levinson
- 2011: Steven Zaillian
- 2012: Eric Roth
- 2013: Tom Stoppard
- 2014: Paul Mazursky
- 2015: Harold Ramis
- 2016: Elaine May
- 2017: Oliver Stone
- 2018: James L. Brooks
- 2019: Lowell Ganz & Babaloo Mandel
- 2020: Nancy Meyers
- 2021: nicht verliehen
- 2022: nicht verliehen
- 2023: Charlie Kaufman
- 2024: Walter Hill
- 2025: David Lynch (postum)

## Preisträger des Paddy Chayefsky Laurel Award for Television Writing Achievement
- 1976: Rod Serling
- 1977: Everett Greenbaum & James Fritzell
- 1978: Ernest Kinoy
- 1979: James Costigan
- 1980: Howard Rodman
- 1981: Larry Gelbart
- 1982: John McGreevey
- 1983: Herbert Baker
- 1984: John Gay
- 1985: Danny Arnold
- 1986: Richard Levinson & William Link
- 1987: Reginald Rose
- 1988: Bob Schiller & Bob Weiskopf
- 1989: Hal Kanter
- 1990: David Shaw
- 1991: Carol Sobieski
- 1992: Bob Carroll Jr., Madelyn Pugh Davis und Jess Oppenheimer
- 1993: Norman Lear
- 1994: Steven Bochco
- 1995: Carl Reiner
- 1996: Paul Henning
- 1997: David W. Rintels
- 1998: James L. Brooks & Allan Burns
- 1999: David Milch
- 2000: Paul Monash
- 2001: David Lloyd
- 2002: Glen & Les Charles
- 2003: David E. Kelley
- 2004: Loring Mandel
- 2005: Susan Harris
- 2006: Stephen J. Cannell
- 2007: John Wells
- 2008: David Chase
- 2009: William Blinn
- 2010: Larry David
- 2011: Diane English
- 2012: Marshall Herskovitz & Edward Zwick
- 2013: Joshua Brand & John Falsey
- 2014: Garry Marshall
- 2015: Shonda Rhimes
- 2016: Marta Kauffman & David Crane
- 2017: Aaron Sorkin
- 2018: Alison Cross
- 2019: Jenji Kohan
- 2020: Merrill Markoe
- 2021: nicht verliehen
- 2022: nicht verliehen
- 2023: Yvette Lee Bowser
- 2024: Linda Bloodworth-Thomason
- 2025: Vince Gilligan